# تیم ملی فوتبال ترکیه
تیم ملی فوتبال ترکیه (به ترکی: Türkiye millî futbol takımı)، یک تیم فوتبال است که به نمایندگی از کشور ترکیه در میادین فوتبال حضور پیدا می‌کند. این تیم زیرنظر فدراسیون فوتبال ترکیه فعالیت می‌کند و یکی از تیم‌های یوفا است.

## تاریخچه

### تا سال ۲۰۰۰
این تیم در سال ۱۹۵۴ برای نخستین بار راهی جام جهانی شد. پس از آن تا سال ۱۹۹۶ که به مربیگری فاتح تریم راهی یورو ۹۶ شد به هیچ جام مهمی راه نیافته بود. در یورو ۹۶ این تیم با قبول سه شکست پیاپی و بدون گل زده انگلستان را ترک کرد. پس از آن دوره زمام تیم ملی ترکیه را بدست مصطفی دنیزلی سپردند و او موفق شد ترکیه را راهی یورو ۲۰۰۰ نماید.

### جام جهانی ۲۰۰۲
درخشانترین دوره تاریخ فوتبال ترکیه با شنول گونش در سال ۲۰۰۲ رقم می‌خورد و این تیم پس از کسب نتایج مناسب تنها با باخت برابر برزیل از رسیدن به فینال بازمی‌ماند. در دیدار رده‌بندی ترکیه با پیروزی برابر کره جنوبی به مقام سومی جهان رسید. در آن دوره روشتو رچبر، ایلهان مانسیز، هاکان شوکور، حسن شاش، ییلدیرای باشتورک، امره بلوز اوغلو از بهترین‌های ترکیه بشمار می‌رفتند. پس از جام جهانی ۲۰۰۲ ترکیه بجای آلمان نائب قهرمان جهان به جام کنفدراسیون‌ها راه یافت. در آن مسابقات نیز به رهبری گونش بسیار قدرتمند ظاهر شدند و با درخشش تونجای شانلی برابر تیمهای ایالات متحده و کلمبیا پیروز شدند و در دقایق پایانی پیروزی بر برزیل را با تساوی عوض کردند. در آن بازی‌ها ترکیه به مقام سوم دست یافت. در سال ۲۰۰۴ در جام ملتهای اروپا این تیم با شکست در دور انتخابی برابر تیم ملی کشور لتونی از رسیدن به مرحله نهایی بازماند و در مسابقات مقدماتی جام جهانی ۲۰۰۶ نیز با شکست ۲–۰ از سوییس در دیدار رفت علی‌رغم پیروزی ۴–۲ در بازی برگشت به مسابقات نرسیدند. درگیری‌هایی پس از آن بازی میان بازیکنان دو تیم درگرفت که منجر به محرومیت‌هایی برای فوتبال ترکیه شد.

### جام ملت‌های اروپا ۲۰۰۸
در سال ۲۰۰۷ تیم ملی ترکیه راه رسیدن به یورو۲۰۰۸ در گروه سوم قرار داشت. این تیم به رهبری فاتح تریم با وجود پیروزی‌های ابتدای راه در پایان کار بر اثر شکست‌ها و تساوی‌های مکرر در شرایطی بسر می‌برد که برای صعود می‌بایست نروژ را در اسلو و بوسنی را در استانبول شکست می‌داد؛ و هردوی این اتفاقات رخ داد و با هنرمندی نیهات کاهوه‌جی ترکیه راهی یورو ۲۰۰۸ شد. در یورو ۲۰۰۸ با تیم‌های پرتغال و جمهوری چک و سوئیس همگروه بود. پس از باخت به پرتغال در بازی دوم سوئیس را در دقائق پایانی با نتیجهٔ ۲–۱ شکست داد و به بازی سوم با چک پای گذارد که در آن شب رؤیایی ترکیه در دقایق نهایی. بازی ۲–۰ باخته را با پیروزی ۳–۲ عوض کرد. این امر با گل‌های آردا توران و نیهات کاهوه‌جی رخ داد. در پایان بازی سنگربان ترکیه وولکان دمیرل اخراج شد و تونجای شانلی لباس او را پوشید و درون دروازه رفت. در مرحله بعد برابر کرواسی قرار گرفتند که بازی پس از ۱۱۹ دقیقه تلاش با نتیجه بدون گل در حال بپایان رسیدن بود که تیم ملی فوتبال کرواسی به گل برتری دست یافت و در همان زمان که ۱۲۰ دقیقه در حال پایان بود سمیه شنتورک در آخرین ثانیه مجدداً کار را به تساوی کشاند و در ضربات پنالتی نیز ترکیه با درخشش روشتو رچبر به مرحله نیمه پایانی راه یافت. در آن مرحله با وجود اینکه ترکیه ۸ بازیکن اصلی خود را به دلیل مصدومیت و محرومیت همراه نداشت در برابر آلمان به میدان رفت که با وجود برتری آماری ترکیه در پایان ۳–۲ نتیجه را به آلمان واگذار کرد و از رسیدن به دیدار فینال بازماند. در آن مسابقات توران آردا هافبک ۲۱ ساله و خلاق و تکنیکی تُرک به عنوان بهترین بازیکن جوان مسابقات برگزیده شد.
در مسابقات مقدماتی جام جهانی ۲۰۱۰ نیز این تیم در گروه خود پس از اسپانیا و بوسنی سوم شد و از صعود به جام جهانی بازماند.

### جام ملت‌های اروپا ۲۰۱۲
ترکیه در مرحله گروهی این مسابقات سختی زیادی متحمل شد و در پایان هم با اختلاف ۱ امتیاز با بلژیک توانست به مرحله حذفی این مسابقات که دو دیدار رفت و برگشت مقابل تیم ملی کرواسی است برود در گروه ترکیه که به غیر از بلژیک آلمان و اتریش هم حضور داشت که تیم ملی فوتبال ترکیه با قرار گرفتن در رده دوم گروه A پس از تیم آلمان در مرحله مقدماتی مسابقه‌های فوتبال جام ملت‌های اروپا به مرحله 'پلی آف' راه یافت. ترکیه در دیدار با تیم ملی آلمان در دو دیدار رفت و برگست سه به یک مغلوب تیم ملی آلمان گشت.
تیم آلمان نیز که با کسب پیروزی در تمام بازی‌ها رکورد جدیدی را به ثبت رساند با کسب ۳۰ امتیاز در صدر گروه خود قرار گرفت و به‌طور مستقیم راهی بازیهای فینال یورو ۲۰۱۲ شد.

### مقدماتی جام جهانی قطر ۲۰۲۲
ترکیه در گروه جی از مسابقات مقدماتی جام جهانی با تیم ملی هلند - نروژ - مونته نگرو - لتونی و جبل الطارق هم گروه شده بود.
که در نهایت با دریافت مقام دومی در گروه خود مجوز صعود به مرحله پلی آف رو پیدا کرد که در آنجا هم با باخت در مقابل تیم ملی پرتقال از برای چهارمین دوره متوالی و بیست اُمین سال نتوانست به این مسابقه راه پیدا کند.

## آمار

### جام جهانی
| تیم   | نتیجه     | رده | بازی | برد | باخت | تساوی | تفاضل | امتیاز |
| ----- | --------- | --- | ---- | --- | ---- | ----- | ----- | ------ |
| ۱۹۳۰  | شرکت نکرد | °   | ۰    | ۰   | ۰    | ۰     |       |        |
| ۱۹۳۴  | راه نیافت | °   | ۰    | ۰   | ۰    | ۰     |       |        |
| ۱۹۳۸  | راه نیافت | °   | ۰    | ۰   | ۰    | ۰     |       |        |
| ۱۹۵۰  | راه نیافت | °   | ۰    | ۰   | ۰    | ۰     |       |        |
| ۱۹۵۴  | دور ۱     | ۱۱° | ۳    | ۱   | ۰    | ۲     | ۱۰    | ۱۱     |
| ۱۹۵۸  | راه نیافت | °   | ۰    | ۰   | ۰    | ۰     |       |        |
| ۱۹۶۲  | راه نیافت | °   | ۰    | ۰   | ۰    | ۰     |       |        |
| ۱۹۶۶  | راه نیافت | °   | ۰    | ۰   | ۰    | ۰     |       |        |
| ۱۹۷۰  | راه نیافت | °   | ۰    | ۰   | ۰    | ۰     |       |        |
| ۱۹۷۴  | راه نیافت | °   | ۰    | ۰   | ۰    | ۰     |       |        |
| ۱۹۷۸  | راه نیافت | °   | ۰    | ۰   | ۰    | ۰     |       |        |
| ۱۹۸۲  | راه نیافت | °   | ۰    | ۰   | ۰    | ۰     |       |        |
| ۱۹۸۶  | راه نیافت | °   | ۰    | ۰   | ۰    | ۰     |       |        |
| ۱۹۹۰  | راه نیافت | °   | ۰    | ۰   | ۰    | ۰     |       |        |
| ۱۹۹۴  | راه نیافت | °   | ۰    | ۰   | ۰    | ۰     |       |        |
| ۱۹۹۸  | راه نیافت | °   | ۰    | ۰   | ۰    | ۰     |       |        |
| ۲۰۰۲  | سوم       | ۳°  | ۷    | ۴   | ۱    | ۲     | ۱۰    | ۶      |
| ۲۰۰۶  | راه نیافت | °   | ۰    | ۰   | ۰    | ۰     |       |        |
| ۲۰۱۰  | راه نیافت | °   | ۰    | ۰   | ۰    | ۰     |       |        |
| ۲۰۱۴  | راه نیافت | °   | ۰    | ۰   | ۰    | ۰     |       |        |
| ۲۰۱۸  | راه نیافت | °   | ۰    | ۰   | ۰    | ۰     |       |        |
| ۲۰۲۲  | راه نیافت | °   | ۰    | ۰   | ۰    | ۰     |       |        |
| مجموع |           |     | ۱۰   | ۵   | ۱    | ۴     | ۲۰    | ۱۷     |

## افتخارات

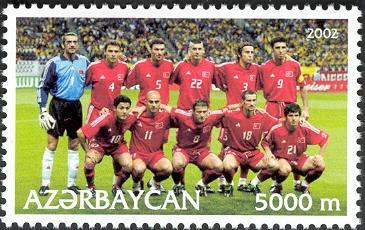
تیم ملی فوتبال ترکیه بر روی یک تمبر جمهوری آذربایجان برای جام جهانی فوتبال ۲۰۰۲.

- جام جهانی فوتبال

 مقام سوم (۱): ۲۰۰۲
- جام کنفدراسیون‌ها

 مقام سوم (۱): ۲۰۰۳
- جام ملت‌های اروپا

 نیمه‌نهایی (۱): ۲۰۰۸

## بازیکنان کنونی
- مرت گونوک
- هاکان چالهان‌اوغلو
- مهمت زی چلیک
- آردا گولر
- کنان یلدیز
- چنگیز اوندر
- مرت مولدور
- چالار سوینجو
- مریه دمیرال
- یوسف یازیجی
- صالح اوزچان
- اورکون کوکجو
- مرت غونوک
- آلتای باییندیر
- عبدالکریم بردکچی
- کریم آق‌ترک‌اوغلو
- جنک تسون
- یونس آک‌گون